# .sl
.slは国別コードトップレベルドメイン（ccTLD）の一つで、シエラレオネに割り当てられている。